# آکاشیتا
آکاشیتا (赤舌, به معنی «زبان قرمز») نوعی یوکای در فولکلور ژاپنی است که در کتیبه تصویری یوکای اماکی در دوره ادو، در میان جاهای دیگر ظاهر می‌شود. آکاشیتا روحی اسرارآمیز است که به شکل ابری تیره با پنجه‌هایی تیز و صورتی بسیار پر مو و حیوانی به تصویر کشیده شده‌اند، اما شکل کلی بدن آن ناشناخته می‌باشد. تنها شکل صورت مودار و هیولایی، پنجه‌های بلند و تیز آن شناخته شده‌است، باقی مانده بدنش همیشه در درون ابرهای سیاه پنهان است که در آن زندگی می‌کند. بارزترین ویژگی و همنام آن زبان دراز و قرمز روشنی می‌باشد که از دهانش بیرون افتاده است. این یوکای به‌شکل مترادف با نام‌های آکاگوچی و آکاشیتا شناخته می‌شود.

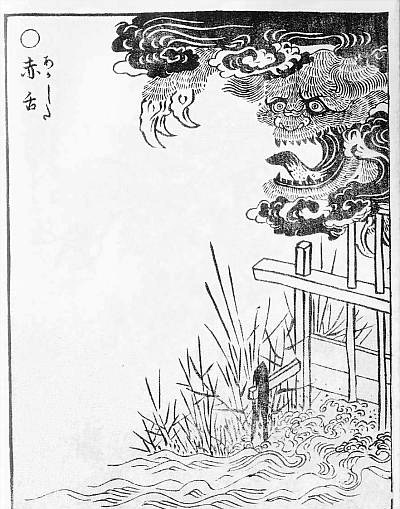
آکاشیتا (赤舌) در کتاب گازو هیاکی یاکو اثر توری‌یاما سکیئن

آکاشیتا در طول ماه‌های تابستان ظاهر می‌شود، زمانی که باران و آب بیشترین نیاز برای تضمین یک فصل با رشد موفق محسوب می‌شود. آن‌ها مأموران قصاص هستند که عمدتاً به عنوان مجازات کنندگان در مشاجرات میان آب هستند. از آنجایی که آب زیادی برای سیراب کردن شالیزارهای برنج ضروری است، زمین‌های کشاورزی ژاپن با مجموعه‌ای از قنات‌ها و کانال‌های به‌هم پیوسته در هم آمیخته شده‌اند، تا آب را به‌طور یکسان به همهٔ کشاورزان برساند. اما در زمان خشکسالی یک کشاورز بد ذات ممکن است کانالی باز کند و آب همسایه‌اش را در زمین خود تخلیه کند. این کار جنایتی بزرگ محسوب می‌شد و می‌توانست برای کشاورزان همسایه هزینه‌های معیشت آن‌ها را به خطر انداخته و به اتمام برساند. برخی از این دزدان باهوش آب هرگز دستگیر نمی‌شدند، و فکر می‌کردند که از جرم خود رها شدند. اما آکاشیتا در مقابل این دزدان ظاهر می‌شد، و آب را از مزارع دزدان آب به‌وسیلهٔ زبان دراز و قرمزش خالی می‌کرد.